# Saint-Clair-sur-les-Monts
Saint-Clair-sur-les-Monts ist eine französische Gemeinde mit 646 Einwohnern (Stand: 1. Januar 2022) im Département Seine-Maritime in der Region Normandie. Sie gehört zum Arrondissement Rouen und zum Kanton Yvetot und ist Mitglied des Gemeindeverbandes Communauté de communes Yvetot Normandie. Die Bewohner werden Saint-Clairais und Saint-Clairaises genannt.

## Geografie
Saint-Clair-sur-les-Monts liegt westlich des Zentrums des Départements, etwa 29 Kilometer nordwestlich von Rouen in der Landschaft Pays de Caux. Nachbargemeinden von Saint-Clair-sur-les-Monts sind Yvetot im Norden und Westen, Écalles-Alix im Osten und Nordosten, Croix-Mare im Osten und Südosten sowie Touffreville-la-Corbeline im Westen.

## Bevölkerungsentwicklung

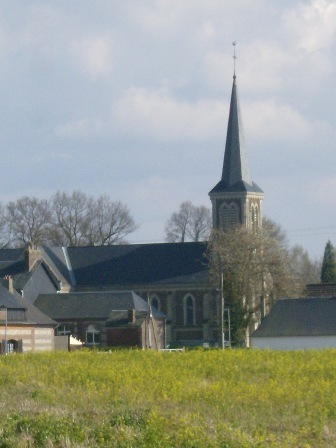
Pfarrkirche Saint-Clair

| 1962                       | 1968 | 1975 | 1982 | 1990 | 1999 | 2006 | 2013 | 2020 |
| -------------------------- | ---- | ---- | ---- | ---- | ---- | ---- | ---- | ---- |
| 325                        | 291  | 385  | 411  | 484  | 560  | 645  | 627  | 611  |
| Quellen: Cassini und INSEE |      |      |      |      |      |      |      |      |

## Sehenswürdigkeiten
- Die dreischiffige Pfarrkirche Saint-Clair ist ein Neubau aus den Jahren 1871 bis 1879.
- Das Herrenhaus Marseille wurde im 17. Jahrhundert errichtet, das Schloss im 18. Jahrhundert
- Schloss Mézerville
- Schloss Taillanville
- Das Herrenhaus im Weiler Ancienne Eglise stammt vermutlich aus dem 14. Jahrhundert, im 15./16. Jahrhundert vergrößert, im 19. Jahrhundert umgestaltet.
- Das Herrenhaus im Dorfzentrum datiert vermutlich aus dem 18. Jahrhundert.